# Direxiv
Direxiv Co. Ltd. fue un equipo japonés de automovilismo que compitió en el Super GT y Fórmula Nippon. Ha estado vinculado con distintos de equipos de GP2 Series como patrocinador y tuvo intenciones de ingresar a la Fórmula 1 en 2008.

## Historia

### Inicios
Desde su ingreso al automovilismo, Direxiv participó en categorías japonesas de máximo nivel como la Fórmula Nippon y el Super GT, sin tener experiencia en categorías inferiores. Además, también ha competido en Fórmula 3 y GP2 Series, categoría telonera de la Fórmula 1. Participó como patrocinador principal de un equipo existente (en 2006 el equipo David Price Racing participó como DPR Direxiv). En cuanto a sus actividades en Japón, la modelo promocional Misato Haga fue nombrada directora del equipo.

### Ingreso fallido a la Fórmula 1
El equipo tenía planeado de ingresar a la Fórmula, máxima categoría del automovilismo mundial.
También se acercó a los expilotos Jean Alesi y Alex Wurz. Durante un evento en el circuito de Suzuka, Alesi anunció la intención de Direxiv de ingresar a la F1. Se anunció que la compañía patrocinaría a McLaren, el principal equipo de F1, y formaría una alianza comercial/técnica.
También hubo rumores de que el equipo iba a recibir chasis construidos por McLaren y motores de Mercedes, y entraría como segundo equipo de McLaren. Si se hubiera concretado la participación en F1, Pedro de la Rosa, Lewis Hamilton o Gary Paffett hubiesen sido titulares, y Alesi en el cargo de director.
En marzo de 2006, el equipo solicitó un nuevo ingreso a la F1 a partir de 2008, junto con David Price Racing, que era principal patrocinador y socio en la GP2. Sin embargo, en abril del mismo año, la Federación Internacional del Automóvil (FIA), anunció que el equipo Prodrive fue seleccionado como nuevo equipo para participar. Este fracaso fue un punto de inflexión en las actividades de Direxiv.

### Desaparición
Después de que el concepto de F1 fracasara en la primavera de 2006, el 1 de agosto del mismo año se anunció que la empresa matriz, que no se había anunciado hasta entonces, era «Akiyama Holdings». Las actividades llegaron a su fin y la compañía anunció su retiro inmediato de todas las actividades de carreras a excepción Super GT debido a un cambio en la política comercial.
Akiyama Holdings es una empresa de inversión fundada por Arata Akiyama, utilizando fondos de la venta de sus participaciones. También participó en el establecimiento de Super Aguri F1 Team.
Posteriormente, el 9 de agosto, se anunció que Akiyama Holdings se retiraría por completo del automovilismo debido a la falta de financiación, y el 20 de agosto se celebraron los 1000 km de Suzuka, donde el equipo se retiró a mitad de la carrera.
En cuanto en la clase GT300 del Super GT, que participaba en la carrera, Nobuteru Taniguchi y Shogo Mitsuyama estaban en la cima de la clasificación en el momento de la retirada, y R&D Sport, estaba a cargo del mantenimiento del auto real, estuvo a cargo de los que estaban a su alrededor, preocupados por la disminución del número de coches participantes, se hicieron cargo de toda la dirección del equipo, nombraron a Toshio Suzuki como nuevo director y pelearon las carreras restantes de la temporada 2006. Además, EMS Management, donde el exdirector representante de Lares Zhang Qin-shang, se desempeñaba como director representante, asumió la dirección del equipo y participó en la Fórmula Nippon hasta la carrera final (debido a un cambio en la estructura, el piloto era Shogo Mitsuyama, que fue reemplazado por Katsuyuki Hiranaka.
El sitio web oficial de la Direxiv dejó de actualizarse después de que se anunciara el retiro el 9 de agosto del mismo año, y todos los artículos del blog de Haga, incluidos los anteriores, fueron eliminados. El sitio web oficial se cerró en enero de 2007 y el equipo dejó de existir, sin nuevos anuncios sobre las tendencias del equipo. El 30 de abril de 2007 se aprobó en la junta de accionistas el acuerdo de disolución de la empresa.

### Después del cierre
Haga regresó al mundo de las carreras como director del equipo Rakuten BOMEX 320R en la tercera ronda del Super GT en 2007. En 2008, se convirtió en el gerente de MOLA Leopalace Z. El equipo ganó en 2008 el título de pilotos y el título de equipos en la categoría GT300. Además, en 2021, se involucró en el mundo de las carreras por primera vez en 13 años como gerente del Yogibo NSX GT3.

## Resultados

### Super GT Japonés
(Clave) (negrita indica pole position) (cursiva indica vuelta rápida)

| Año      | Automóvil    | Neu. | Clase | N.º | Pilotos                                         | 1     | 2      | 3       | 4     | 5      | 6      | 7      | 8      | 9   | Pos. | Puntos |
| -------- | ------------ | ---- | ----- | --- | ----------------------------------------------- | ----- | ------ | ------- | ----- | ------ | ------ | ------ | ------ | --- | ---- | ------ |
| 2005     | Vemac RD320R | Y    | GT300 | 27  | Shogo Mitsuyama Yasuo Miyagawa Hiroki Yoshimoto | OKA 9 | FUJ 11 | SEP Ret | SUG 6 | MOT 18 | FUJ 10 | AUT 10 | SUZ 14 |     | 10.º | 13     |
| 2006     | Vemac RD320R | Y    | GT300 | 27  | Shogo Mitsuyama Nobuteru Taniguchi              | SUZ 7 | OKA 1  | FUJ 18  | SEP 2 | SUG 4  | SUZ 2  | MOT    | AUT    | FUJ | 2.º  | 67     |
| Fuentes: |              |      |       |     |                                                 |       |        |         |       |        |        |        |        |     |      |        |